# Distretto di Guelaat Bou Sbaa
Il distretto di Guelaat Bou Sbaa è un distretto della provincia di Guelma, in Algeria.

## Comuni
Il distretto di Guelaat Bou Sbaa comprende 6 comuni:
- Guelaat Bou Sbaa
- Nechmaya
- Djeballah Khemissi
- Boumahra Ahmed
- Beni Mezline
- Belkheir